# Kup Maršala Tita 1983-1984
La Kup Maršala Tita 1983-1984 fu la 36ª edizione della Coppa di Jugoslavia. Migliaia di squadre parteciparono alle qualificazioni che portarono alle 32 che presero parte alla coppa vera e propria.
Il detentore era la Dinamo Zagabria, che in questa edizione uscì in semifinale.
Il trofeo fu vinto dal Hajduk Spalato, che sconfisse in finale la Stella Rossa. Per gli spalatini fu il settimo titolo in questa competizione.

Il successo diede al Hajduk l'accesso alla Coppa delle Coppe 1984-1985.
La Stella Rossa, vincitrice del campionato, giunse in finale e fallì il double.

## Qualificazioni
```
Queste due delle partite della Coppa di 
Voivodina
 del 
Proleter Zrenjanin
[
3
]

Agrounija Inđija - Proleter         2-4 e 1-2
```

## Squadre qualificate
Le 18 partecipanti della Prva Liga 1982-1983 sono qualificate di diritto. Le altre 14 squadre (in giallo) sono passate attraverso le qualificazioni.

### Calendario
| Turno                | Gare        | Date               | Numero gare | Riduzione squadre |
| -------------------- | ----------- | ------------------ | ----------- | ----------------- |
| Sedicesimi di finale | Gara unica  | 21 settembre 1983  | 16          | 32 → 16           |
| Ottavi di finale     | Gara unica  | 16 novembre 1983   | 8           | 16 → 8            |
| Quarti di finale     | Gara unica  | 18 aprile 1984     | 4           | 8 → 4             |
| Semifinali           | Gara unica  | 2 maggio 1984      | 2           | 4 → 2             |
| Finale               | Da definire | 9 e 24 maggio 1984 | 1           | 2 → 1             |

In finale, dal 1969 al 1986, vigeva la regola che:
- Se fossero giunte due squadre da fuori Belgrado, la finale si sarebbe disputata in gara unica nella capitale.
- Se vi fosse giunta una squadra di Belgrado, la finale si sarebbe disputata in due gare, con il ritorno nella capitale.
- Se vi fossero giunte due squadre di Belgrado, si sarebbe sorteggiato in quale stadio disputare la gara unica.
- La finale a Belgrado si sarebbe disputata il 24 maggio, in concomitanza con la festa per la Giornata della Gioventù (25 maggio).

## Sedicesimi di finale
| Squadra 1               | Risultato         | Squadra 2            |                                                           |
| ----------------------- | ----------------- | -------------------- | --------------------------------------------------------- |
| 21 settembre 1983       | 21 settembre 1983 | 21 settembre 1983    | Marcatori                                                 |
| (3) OFK Titograd        | 0 – 3             | Sarajevo (1)         | Musemić, Teskeredžić, S.Merdanović                        |
| (2) Proleter Zrenjanin  | 1 – 3             | Radnički Niš (1)     | Đorđević (P); Beganović, Mitošević, Aleksić (R)           |
| (3) NK Vitez            | 0 – 0 (5-6 dtr)   | Rijeka (1)           |                                                           |
| (2) OFK Belgrado        | 1 – 0             | Partizan (1)         | M.Ivanović                                                |
| (4) Lokomotiva Vinkovci | 1 – 1 (6-7 dtr)   | Osijek (1)           | J.Smolčić (L); Šmudla (O)                                 |
| (1) Vojvodina           | 1 – 0             | Borac Čačak (2)      | Ilić                                                      |
| (3) Drina Zvornik       | 1 – 0             | Velež Mostar (1)     | Mijatović                                                 |
| (2) Belasica            | 0 – 1             | Dinamo Zagabria (1)  | Bogdan                                                    |
| (3) Dubočica Leskovac   | 2 – 0             | Olimpia Lubiana (1)  | Ž.Kostić, Z.Nikolić                                       |
| (3) Metalac Sisak       | 2 – 1             | Vardar (1)           | Milnović, Agarević (M); Pe.Georgijevski (V)               |
| (3) Maribor             | 0 – 1             | Hajduk Spalato (1)   | Cukrov                                                    |
| (1) Sloboda Tuzla       | 3 – 0             | Radnički Pirot (2)   | Cvjetković, Djedović, Kuštrimović aut.                    |
| (2) GOŠK Jug            | 3 – 1             | Budućnost (1)        | Mostahinić 2, Žunec (G); Janović (B)                      |
| (1) Stella Rossa        | 3 – 2             | Priština (1)         | Elsner, Šestić, M.Đurovski (SR); Batrović rig., Vokri (P) |
| (2) Galenika Zemun      | 2 – 1             | Željezničar (1)      | Čakalić, Lacmanović (G); Grabo (Ž)                        |
| (1) Dinamo Vinkovci     | 2 – 1             | Spartak Subotica (2) | Halilović 2 (D); Stakić (S)                               |

## Ottavi di finale
| Squadra 1             | Risultato        | Squadra 2           |                                                                    |
| --------------------- | ---------------- | ------------------- | ------------------------------------------------------------------ |
| 16 novembre 1983      | 16 novembre 1983 | 16 novembre 1983    | Marcatori                                                          |
| (1) Osijek            | 2 – 2 (4-5 dtr)  | Metalac Sisak (3)   | Lepinjica, Karačić (O); R.Marić, J.Cavrić (M)                      |
| (1) Sarajevo          | 4 – 1            | Dinamo Vinkovci (1) | B.Božović, Švrakić, Musemić, D.Božović (S); N.Lušić (D)            |
| (1) Radnički Niš      | 2 – 1            | OFK Belgrado (2)    | Beganović, Aleksić (R); Majstorović (O)                            |
| (1) Dinamo Zagabria   | 2 – 0            | Sloboda Tuzla (1)   | Mlinarić, Čajić aut.                                               |
| (1) Rijeka            | 2 – 1            | Drina Zvornik (3)   | Gračan, Hrstić (R); A.Tuhčić (D)                                   |
| (1) Hajduk Spalato    | 6 – 2            | Galenika Zemun (2)  | Adamović 3, Zor.Vujović, Slišković, Šušnjara (H); D.Pavlović 2 (G) |
| (3) Dubočica Leskovac | 0 – 1            | Stella Rossa (1)    | G.Milojević                                                        |
| (2) GOŠK Jug          | 1 – 0            | Vojvodina (1)       | G.Čogurić                                                          |

## Quarti di finale
| Squadra 1           | Risultato      | Squadra 2          |                                             |
| ------------------- | -------------- | ------------------ | ------------------------------------------- |
| 18 aprile 1984      | 18 aprile 1984 | 18 aprile 1984     | Marcatori                                   |
| (1) Dinamo Zagabria | 2 – 0          | Radnički Niš (1)   | P.Jurić, B.Cvetković                        |
| (3) Metalac Sisak   | 1 – 0          | GOŠK Jug (2)       | Kukoleča                                    |
| (1) Rijeka          | 1 – 4          | Stella Rossa (1)   | Desnica (R); B.Đurovski 2, J.Nikolić 2 (SR) |
| (1) Sarajevo        | 0 – 4          | Hajduk Spalato (1) | Jerolimov 2, Prekazi, Gudelj                |

## Semifinali
| Squadra 1          | Risultato     | Squadra 2           |                                          |
| ------------------ | ------------- | ------------------- | ---------------------------------------- |
| 2 maggio 1984      | 2 maggio 1984 | 2 maggio 1984       | Marcatori                                |
| (1) Stella Rossa   | 2 – 1         | Dinamo Zagabria (1) | M.Đurovski 2 (SR); B.Cvetković (D)       |
| (1) Hajduk Spalato | 2 – 1         | Metalac Sisak (3)   | Vulić rig., Zl.Vujović (H); Kukoleča (M) |

## Finale
| Squadra 1          | Totale | Squadra 2        | Andata     | Ritorno    |
| ------------------ | ------ | ---------------- | ---------- | ---------- |
|                    |        |                  | 09.05.1984 | 24.05.1984 |
| (1) Hajduk Spalato | 2 – 1  | Stella Rossa (1) | 2 – 1      | 0 – 0      |

### Andata
| Arbitro: | Adem Fazlagić (Sarajevo) |

|                               |           |            |
| Slišković 3’ Vulić 87’ (rig.) | Marcatori | 11’ Mrkela |

| Hajduk | Stella Rossa |

|                 |    |                |          |
|                 |    |                |          |
|                 |    |                |          |
| P               | 1  | Zoran Simović  |          |
| A               | 2  | Zoran Vulić    |          |
| D               | 3  | Goran Šušnjara |          |
| C               | 4  | Dragutin Čelić | Uscita   |
| D               | 5  | Josip Čop      |          |
| D               | 6  | Vedran Rožić   |          |
| A               | 7  | Zlatko Vujović |          |
| C               | 8  | Blaž Slišković |          |
| D               | 9  | Zoran Vujović  |          |
| C               | 10 | Nenad Šalov    |          |
| C               | 11 | Ive Jerolimov  |          |
| A disposizione: |    |                |          |
| P               | 12 | Ivan Pudar     |          |
| D               | 13 | Darko Dražić   |          |
| A               | 14 | Janko Janković |          |
| A               | 15 | Dževad Prekazi | Ingresso |
| A               | 16 | Davor Čop      |          |
| Allenatore:     |    |                |          |
| Petar Nadoveza  |    |                |          |

|                 |    |                        |          |
|                 |    |                        |          |
| P               | 1  | Tomislav Ivković       |          |
| D               | 2  | Miroslav Šugar         |          |
| D               | 3  | Milan Jovin            |          |
| D               | 5  | Dragan Miletović       |          |
| D               | 6  | Marko Elsner           |          |
| D               | 4  | Ivan Jurišić           |          |
| C               | 7  | Miloš Šestić           |          |
| C               | 8  | Mitar Mrkela           | Uscita   |
| A               | 9  | Jovica Nikolić         | Uscita   |
| D               | 10 | Đorđe Milovanović      |          |
| C               | 11 | Milko Đurovski         |          |
| A disposizione: |    |                        |          |
| P               | 12 | Slobodan Karalić       |          |
| D               | 13 | Miodrag Krivokapić     |          |
| C               | 15 | Žarko Đurović          | Ingresso |
| C               | 14 | Nedeljko Milosavljević | Ingresso |
| C               | 16 | Ranko Đorđić           |          |
| Allenatore:     |    |                        |          |
| Gojko Zec       |    |                        |          |

### Ritorno
| Belgrado 24 maggio 1984 Ritorno | Stella Rossa               | 0 – 0 referto | Hajduk Spalato | Stadio Stella Rossa (70 000 spett.)\| Arbitro: \| Berisha Shinasi (Priština) \| |
| Arbitro:                        | Berisha Shinasi (Priština) |               |                |                                                                                 |

| Stella Rossa | Hajduk |

|                 |   |                   |          |
|                 |   |                   |          |
| P               | 1 | Tomislav Ivković  |          |
| D               | ? | Dragan Miletović  |          |
| D               | ? | Milan Jovin       |          |
| D               | ? | Miroslav Šugar    |          |
| D               | ? | Marko Elsner      |          |
| D               | ? | Ivan Jurišić      |          |
| C               | ? | Miloš Šestić      |          |
| C               | ? | Milan Janković    |          |
| A               | ? | Jovica Nikolić    | 70’      |
| D               | ? | Đorđe Milovanović |          |
| C               | ? | Mitar Mrkela      | Uscita   |
| A disposizione: |   |                   |          |
| C               | ? | Žarko Đurović     | 70’      |
| C               | ? | Ranko Đorđić      | Ingresso |
| Allenatore:     |   |                   |          |
| Gojko Zec       |   |                   |          |

|                 |   |                |     |
|                 |   |                |     |
| P               | 1 | Zoran Simović  |     |
| D               | ? | Zoran Vulić    |     |
| D               | ? | Branko Miljuš  |     |
| D               | ? | Ivan Gudelj    |     |
| D               | ? | Josip Čop      |     |
| D               | ? | Vedran Rožić   |     |
| C               | ? | Zlatko Vujović | 27’ |
| A               | ? | Blaž Slišković |     |
| A               | ? | Ive Jerolimov  |     |
| C               | ? | Nenad Šalov    |     |
| A               | ? | Dušan Pešić    | 88’ |
| A disposizione: |   |                |     |
| C               | ? | Dževad Prekazi | 27’ |
| C               | ? | Goran Šušnjara | 88’ |
| Allenatore:     |   |                |     |
| Petar Nadoveza  |   |                |     |